# 出水市立野田小学校
出水市立野田小学校（いずみしりつ のだしょうがっこう）は、鹿児島県出水市野田町上名にある市立小学校。

## 沿革
平成25年に創立138年を迎えた伝統校。

### 前史
- 1868年（明治元年）- 薩摩藩主島津斉彬の命により文武館として開校。
- 1875年（明治8年） - 野田郷校として開校。

### 正史
- 1878年（明治11年）- 野田小学校として開校。
- 1978年（昭和53年）- 創立100周年記念式典
- 2006年（平成18年）- 出水市、高尾野町、野田町の合併により出水市立野田小学校と改称。

## アクセス
- 肥薩おれんじ鉄道野田郷駅下車、徒歩7分